# Ischnomesus bispinosus
Ischnomesus bispinosus là một loài chân đều trong họ Ischnomesidae. Loài này được Sars miêu tả khoa học năm 1868.